# Wikipedia en sánscrito
La Wikipedia en sánscrito (संस्कृतविकिपीडिया en su idioma, conocida en proyectos Wikimedia como Sawiki) es la versión de Wikipedia en esa ancestral lengua, un servicio gratuito web con proyectos colaborativos y enciclopedia multilingüe, con apoyo de la Fundación Wikimedia, sin ánimo de lucro. Sus actuales once mil artículos se han escrito en colaboración por voluntarios de todo el mundo, mayormente de contribuyentes de India y de Nepal. Fue fundada en diciembre de 2003.

## Historia
Inicialmente uno de los servicios que ofrecía el sitio web fue abierto el 1 de junio de 2004. Consistía en ver archivos anteriores en sánscrito. Aún no está muy claro cuál fue el primer artículo de la enciclopedia. Aparentemente fue Damana diva, creado el 9 de julio de 2004.
Era una de las enciclopedias con vandalismo intenso, pues de 1000 artículos se redujeron a 600, por supresión de casi la mitad en agosto de 2005. Sin embargo, muchos de ellos también se eliminaron debido a traslados a Wikisource. Desde noviembre de 2012, la Wikipedia en sánscrito cuenta con más de 10 000 artículos.